# Ølgod Kommune
Ølgod Kommune i Ribe Amt blev dannet ved kommunalreformen i 1970. Ved strukturreformen i 2007 blev den indlemmet i Varde Kommune sammen med Blaabjerg Kommune, Blåvandshuk Kommune og Helle Kommune.

## Tidligere kommuner
Ølgod Kommune blev dannet inden kommunalreformen ved frivillig sammenlægning af 3 sognekommuner:
| Kommune | Folketal september 1965 | Byer    |
| ------- | ----------------------- | ------- |
| Hodde   | 522                     |         |
| Tistrup | 1.806                   | Tistrup |
| Ølgod   | 4.281                   | Ølgod   |
| I alt   | 6.609                   |         |

Ved selve kommunalreformen blev Ansager sognekommune med 3.903 indbyggere delt, så Ølgod Kommune fik hovedparten med byerne Ansager og Skovlund, mens Grindsted Kommune fik den mindste del med byen Stenderup (Stenderup-Krogager).

## Sogne
Ølgod Kommune bestod af følgende sogne, alle fra Øster Horne Herred undtagen Strellev, der var fra Nørre Horne Herred:
- Ansager Sogn
- Hodde Sogn
- Skovlund Sogn
- Strellev Sogn
- Tistrup Sogn
- Ølgod Sogn

## Borgmestre[3]
| Navn              | Parti      | Periode   |
| ----------------- | ---------- | --------- |
| Alfred Jeppesen   | Lokalliste | 1970-1978 |
| Christian Rotvig  | Lokalliste | 1978-1986 |
| Harry Hansen      | Lokalliste | 1986-1998 |
| Erik Buhl Nielsen | Venstre    | 1998-2006 |